# Métal hurlant
Pour les articles homonymes, voir Métal hurlant (film).
Métal hurlant est un magazine français de bande dessinée de science-fiction créé en 1975 et édité par Les Humanoïdes associés. Il connaît différentes époques de parution entrecoupées de plusieurs arrêts. Il est d'abord publié de janvier 1975 à juillet 1987, puis de juillet 2002 à octobre 2004, avec un numéro en 2006. À l'automne 2021 le magazine reprend sa diffusion,.
Créé sous l'impulsion de Jean-Pierre Dionnet, son responsable de 1975 à 1985, Métal hurlant apparaît comme une des revues majeures de la presse adulte, « un véritable laboratoire d'où sont sortis quelques chefs-d'œuvre et un bon nombre de grands noms de la bande dessinée contemporaine ».
En 1975, la revue est initialement tirée à 50 000 exemplaires. En 1980, elle est alors tirée à 70 000 exemplaires et en 1983 à 90 000 exemplaires. 
Une tentative de réédition est faite au début des années 2000 avec un format “comic“, puis une nouvelle réédition débute à partir de 2021 avec un premier numéro tiré à 60 000 exemplaires.

## Histoire

### Lancement du magazine
Jean-Pierre Dionnet, jeune critique et scénariste de bande dessinée passé par les fanzines et Pilote, désire créer un magazine de bande dessinée consacré à la science-fiction, voulant explorer des univers « plus sexy, moins convenus ». Poussé par Nikita Mandryka, dans un contexte de profond renouvellement de la presse francophone consacré à la bande dessinée, il s'associe en décembre 1974 à ses amis auteurs Philippe Druillet et Mœbius (tous deux également chez Pilote) et à l'homme d'affaires Bernard Farkas avec lesquels il fonde Les Humanoïdes associés, afin de publier une revue de science-fiction trimestrielle, de rééditer Le Bandard fou et de « préparer plein d'autres choses». En janvier suivant, paraît le premier numéro de la revue trimestrielle Métal hurlant, maquettée par Étienne Robial, dans lequel les associés livrent leurs propres productions (Arzach de Mœbius, Gaïl de Philippe Druillet) mais invitent également un dessinateur américain (Richard Corben) et donnent sa chance à un artiste prometteur (Jean-Claude Gal animant Les Armées du conquérant sur un scénario de Jean-Pierre Dionnet). Le titre est inventé par Mandryka. La publication est réservée aux adultes, et ce jusqu'en janvier 1978.

### De 1975 à 1987
Grâce au recrutement large de Jean-Pierre Dionnet, l'équipe se diversifie numéro après numéro, accueillant, entre 1975 et 1977, aussi bien des auteurs déjà reconnus (Alexis, Gotlib, Nikita Mandryka, Jacques Tardi, Enki Bilal, Caza, F'murr, Jean-Claude Forest, Yves Got, Jacques Lob, Paul Gillon, René Pétillon, Francis Masse, etc.), que de jeunes français prometteurs (Serge Clerc, Frank Margerin, Dominique Hé, Chantal Montellier, Michel Crespin, Denis Sire, etc.) et quelques étrangers encore peu connus (Vaughn Bodé, Al Voss, Sergio Macedo, François Schuiten, Daniel Ceppi). Le magazine propose des critiques et commentaires de romans de science-fiction, de polars et de disques, écrits par Jean-Pierre Dionnet, Stan Barets, Jacques Goimard, Philippe Pierre-Adolphe, Marc Duveau et d'autres. Avec l'arrivée de Philippe Manœuvre en 1976 venant de Rock & Folk, le rock s'installe dans la revue. Même si Manœuvre est loin d'être un spécialiste de la BD, l'association antinomique avec Jean-Pierre Dionnet va être couronnée de succès. Le rédactionnel est virulent, ce qui tranche avec les autres périodiques : « contre-culturel, déjanté et érotique ».
Entre octobre 1976 et septembre 1978 est publié par Les Humanoïdes Associés, Ah ! Nana. Ce trimestriel est un illustré réalisé par des femmes et destinés aux femmes. Le magazine est pleinement marqué par les revendications féministes des années 1970. Ce périodique est étroitement associé à Métal hurlant qui est considéré comme son "grand frère".
Jean-Pierre Dionnet cherche à assurer au sein du journal une diversité maximale de thèmes et de styles graphiques. Au fil des numéros, des histoires extérieures au monde de la science-fiction et du fantastique finissent par être publiées, bien que ces genres restent dominants. Le succès est très rapidement au rendez-vous et, le tirage augmentant, la revue devient bimestrielle à partir du numéro 7 et mensuelle à partir du numéro 9. En 1975, un éditeur du magazine humoristique américain National Lampoon, de passage en Europe, tombe sur un numéro de Métal hurlant et le ramène aux États-Unis. L'année suivante, le fondateur de la revue, Leonard Mogel, convainc Les Humanoïdes associés de lui vendre les droits américains sur la revue. Une autre version prétend que c'est Claude Moliterni qui a montré le premier (en 1976) Métal hurlant à Len Mogel et que c'est Dionnet qui a convaincu l'éditeur américain. Quoi qu'il en soit, le premier numéro de Heavy Metal sort en avril 1977. Rapidement, les traductions sont délaissées au profit d'auteurs locaux, au regret de Dionnet qui ne peut cependant rien faire, les droits ayant été cédés. Cette première édition étrangère est suivie par d'autres (Allemagne en 1980, Espagne et Italie en 1981, Hollande en 1982, Danemark en 1984, et Suède en 1984 et 1986).
Dans les années suivantes, outre l'arrivée en 1980 de Hugo Pratt pour ses séries hors Corto Maltese, la revue confirme son rôle de découvreur de talents, révélant Dan O'Bannon, Luc Cornillon, Yves Chaland, Jeronaton, Alejandro Jodorowsky en 1978 (avec Mœbius, et surtout à partir de 1980 avec la série John Difool - L'Incal), Tramber et Jano, Loustal en 1979, Dodo et Ben Radis, Jean-Louis Floch, Jacques Terpant en 1980, Arno, Max, Pierre Ouin, Didier Eberoni en 1981, Philippe Gauckler  en 1982, Beb-Deum, Pierre Clément, Charles Burns en 1983, Silvio Cadelo, Laurent Theureau et Michel Pirus en 1984. Des auteurs emblématiques quittent cependant la revue, certains fatigués d'être mal payés alors que Dionnet mène un grand train de vie, Druillet en 1981, Schuiten (définitivement) en 1984, d'autres accompagnant le départ de Dionnet, comme Mœbius, Denis Sire et Gillon en 1985, Jodorowsky et Arno restant jusqu'en 1986. Dionnet lui-même, qui s'en était progressivement désintéressé lorsqu'il avait commencé à travailler pour Sex Machine, quitte la direction en 1985, poussé dehors par les propriétaires espagnols ; il forme alors, avec Philippe Manœuvre, un duo « star » du petit écran. Ces années là, l'ambiance dans la rédaction est parfois électrique, « succession d’engueulades et de réconciliations », mais la moindre sortie de l'équipe reste festive, avec des soirées au Rose Bonbon, Les Bains Douches, dans les concerts de rock, ou une présence remarquée au Festival de la bande dessinée d'Angoulême.
La formule de Métal hurlant, qui propose des bandes dessinées et un rédactionnel fourni, notamment côté musical, commence à être copiée par d'autres revues, comme Pilote, ou l'éphémère Zoulou, fondé par Marc Voline qui avait lui-même dirigé Métal hurlant lorsque Dionnet s'était lancé dans la télévision et que plusieurs dessinateurs étaient partis en 1984. L'inflation de titres en librairie rend la revue moins visible, ce qui pousse Dionnet à lancer deux revues parallèles, Rigolo ! (animé par Philippe Manœuvre), consacré à l'humour (1983-1984, treize numéros) et Métal (Hurlant) Aventure (dirigé par Jean-Luc Fromental), consacré à la bande dessinée d'aventure (1983-1985, onze numéros),, mais elles ne rencontrent pas le succès escompté. Le déclin apparaît inexorable et ni la prise de contrôle par Hachette ni l'arrivée de Claude Gendrot au poste de rédacteur en chef ne changent la donne. Si de bons auteurs sont encore présents en 1986, piliers (Chaland, Margerin, Clerc), souvent de passage (Masse, Jacques Ferrandez, Andreas) ou nouveaux (Juan Giménez, Miguelanxo Prado), le magazine poursuit cependant son déclin pour s'interrompre au numéro 133 en juillet 1987, non sans avoir marqué l'esthétique des années 1980.

### De 2002 à 2006
La revue reparaît en juillet 2002 avec le numéro 134 chez Les Humanoïdes associés. Cette nouvelle formule est très différente de la première : au format comic book, elle est diffusée uniquement en librairie, transcontinentale (elle est pilotée par Fabrice Giger depuis Los Angeles), et a pour but la promotion de jeunes auteurs, ainsi que la promotion des parutions des « Humanos ». Elle se compose de bandes dessinées originales de quelques pages, qui ont parfois un lien avec des séries parues ou à paraître. C'est un bimestriel, qui est édité en versions française, anglaise, espagnole et portugaise. La formule ne convainc pas et le no 145 de septembre 2004 est le dernier à être distribué en librairie sous cette forme. En mai 2006, un ultime numéro de cent pages est publié, annonçant la fin de Métal hurlant.
En 2005, Gilles Poussin et Christian Marmonnier publient aux Éditions Denoël, Métal hurlant 1975-1987, la machine à rêver, un livre de près de 300 pages, racontant la genèse et l'histoire du journal. Cet ouvrage, en voie d'épuisement, est réédité en octobre 2021, complété et corrigé, avec une préface inédite de Jean-Pierre Dionnet.

### Reprise de publication en 2021
Les Humanoïdes Associés annoncent en mai 2020 le retour du reboot de Métal hurlant en magazine pour 2021 en collaboration avec Ugo Bienvenu qui crée d'ailleurs la couverture du numéro 1. Cette troisième version de Métal hurlant est lancée via un financement participatif, récoltant près de 3 000 participants. Le premier numéro de cette nouvelle mouture trimestrielle paraît dans le commerce le 29 septembre 2021, intégrant 20 bandes dessinées de, entre autres, Merwan Chabane, Mathieu Bablet, Fabien Vehlmann, Paul Lacolley ou Adam Sillard et mélangeant nouvelles réalisations avec des republications. L'Obs souligne combien cette nouvelle version du périodique reste éloignée de l'esprit de l'édition d'origine : « Métal Hurlant 2021 est propre, bien tenu, de bon goût. » En décembre 2021, après un numéro, le rédacteur en chef Vincent Bernière est remplacé par Jerry Frissen.

## Héritage
La revue de bande dessinée américaine Heavy Metal, dont le premier numéro est paru en avril 1977, est à l'origine une version américaine de Métal hurlant, bien que l'équipe rédactionnelle française n'y ait jamais été directement impliquée. Heavy Metal a directement inspiré deux films : Métal hurlant (Heavy Metal, 1981) et Heavy Metal 2000 (1999) ainsi qu'une série télévisée : Métal Hurlant Chronicles (2012). Métal hurlant, quant à lui, a inspiré directement ou indirectement l’esthétique de nombreuses œuvres graphiques, littéraires ou cinématographiques (Mad Max, Alien, Blade Runner, Le Cinquième Élément, etc.).
De nombreux auteurs et autrices d’œuvres de science-fiction, dont Denis Villeneuve, citent Métal Hurlant comme source d'influence majeure pour leur travail, voire comme déclencheur de vocation.

## Exposition
- Métal hurlant, (À suivre) : 1975-1997, La Bande Dessinée fait sa Révolution, du 15 décembre 2013 au 11 mai 2014 au Fonds Hélène et Édouard Leclerc pour la culture, Landerneau.

### Reportage sonore
- Thomas Baumgartner, Histoire de Métal hurlant, journal culte, sur Arte radio